# Коренев, Григорий Ефимович
Григорий Ефимович Коренев (1904, село Макеевка, теперь город Донецкой области — 6 мая 1983, город Макеевка) — советский партийный деятель, 1-й секретарь Макеевского городского комитета КП(б)У Сталинской области.
Депутат Верховного Совета УССР 2-го — 3-го созывов.

## Биография
Родился в семье крестьянина. Трудовую деятельность начал в одиннадцатилетнем возрасте батраком у зажиточных крестьян. В 1915—1926 годах — рабочий шахт Макеевского горного района Донбасса. Работал возчиком угля и крепильщиком на шахте «София».
Член ВКП(б) с 1926 года.
В 1926—1928 годах — служба в Красной армии.
После увольнения в запас работал председателем сельского совета, председателем колхоза, секретарем партийной организации строительства завода металлургического оборудования, секретарем партийного комитета на Харцызском трубном заводе, инструктором Макеевского городского комитета КП(б)У, заместительем директора Макеевской машинно-тракторной станции (МТС) по политической части.
В 1938 — октябре 1941 года — 1-й секретарь Макеевского городского комитета КП(б)У Сталинской области; 1-й секретарь Дебальцевского городского комитета КП(б)У Сталинской области; 1-й секретарь Чистяковского городского комитета КП(б)В Сталинской области.
Во время Великой Отечественной войны работал старшим помощником начальника 2-го отдела Центрального штаба партизанского движения Союза ССР, был 1-м секретарем Куйбышевского районного комитета ВКП(б) города Сталинска Кемеровской области РСФСР.
В 1943—1952 годах — 1-й секретарь Макеевского городского комитета КП(б)У Сталинской области.

## Звание
- старший политрук
- капитан

## Награды
- орден Трудового Красного Знамени
- орден Отечественной войны 2-й ст. (1.02.1945)
- медаль «За трудовую доблесть»
- медаль «За победу над Германией в Великой Отечественной войне 1941—1945 годов» (1945)
- и другие медали.